# CA 페닉스
CA 페닉스(Centro Atlético Fénix)는 우루과이 몬테비데오를 연고로 하는 축구 클럽이다. 이 팀은 1916년 7월 7일에 창단되었다. 현재는 우루과이 프리메라 디비시온에 참가하고 있다.

## 선수 명단

### 현역
참고: FIFA 자격 규정에 따라 소속된 국가대표팀 국기를 표시합니다. 선수는 복수의 FIFA 비회원국 국적을 가지고 있을 수 있습니다.
| 번호 | 포지션 | 국적     | 이름                     |
| ---- | ------ | -------- | ------------------------ |
| 8    | MF     |          | 브레누 페레이라 카에타누 |
| 11   | MF     | 우루과이 | 파비안 에스토야노프      |
| 12   | GK     | 파라과이 | 페드로 곤잘레스          |
| 24   | DF     | 우루과이 | 후안 알베즈              |

| 번호 | 포지션 | 국적 | 이름 |
| ---- | ------ | ---- | ---- |